# سونی اریکسون کا۳۱۰
سونی اریکسون کا۳۱۰ (به انگلیسی: Sony Ericsson K310) یک مدل از تلفن‌های همراه ساخته شده توسط شرکت سونی اریکسون است که در سال ۲۰۰۶ میلادی به بازار آمد.